# Frances Jennings
Frances Jennings, contessa di Tyrconnel (Sandridge, 1649 – Dublino, 9 marzo 1731), è stata una nobildonna inglese.

## Biografia
Era la figlia di Richard Jennings, e di sua moglie, Frances Thornhurst. Era la sorella di Sarah Churchill, duchessa di Marlborough. Nel 1664, Frances è stato nominato damigella d'onore della duchessa di York, Anne Hyde. Pepys registrò un incidente in cui lei si travestì da venditore, ma alla fine fu riconosciuta a causa delle sue scarpe costose.
Macaulay la descrive come "la bella Fanny Jennings, la coquette più bella della Restaurazione".

## Matrimoni

### Primo Matrimonio
Nel 1665 sposò Sir George Hamilton, conte di Hamilton (1621-25 febbraio 1676), figlio di George Hamilton, I baronetto di Donalong. Ebbero tre figlie:
- Elizabeth (1667-1724), sposò Richard Parsons, I visconte Rosse, ebbero un figlio;
- Frances (?-16 novembre 1751), sposò Henry Dillon, VIII visconte Dillon, ebbero due figli;
- Mary (1676–15 febbraio 1736), sposò Nicholas Barnewall, III visconte Barnewall, ebbero tre figli.

### Secondo Matrimonio
Sposò, il 2 novembre 1681 a Parigi, un vecchio corteggiatore che aveva precedentemente respinto: Richard Talbot (1630-14 agosto 1691). Talbot è stato poi creato Conte di Tyrconnel nel pari d'Irlanda e, successivamente, duca di Tyrconnell, anche se quest'ultimo titolo è stato conferito da Giacomo II dopo la Gloriosa Rivoluzione e non è stato ampiamente riconosciuto. Tuttavia, Frances viene spesso chiamato duchessa di Tyrconnell. Non ebbero figli.
Suo marito è stato nominato vice Lord d'Irlanda e la coppia andò a vivere a Dublino. Dopo la sua sconfitta nella battaglia del Boyne, il re fuggì a casa loro, dove venne accolto da Frances.

## Morte
Dopo la morte del marito nel 1691, Frances è stato ridotta in povertà e per un po', aveva una bancarella vicino al Royal Exchange. Lei vestita di bianco con il viso coperto da una maschera bianca è stata descritta come "la modista bianca". Nel 1840, questo è stato drammatizzato ed eseguito come un gioco al Covent Garden.
In seguito all'ascesa della regina Anna, Frances (e la sua figliastra, Charlotte Talbot) riottenne alcune ex proprietà del marito - presumibilmente grazie all'influenza di sua sorella sulla regina. Alla fine si ritirò e morì nel convento delle Clarisse a Dublino. Fu sepolta nella Cattedrale di San Patrizio a Dublino.

## Ascendenza
|                                 |                    |                    | Genitori                                   |  |  | Nonni |  |  | Bisnonni      |  |  | Trisnonni      |  |
|                                 |                    |                    |                                            |  |  |       |  |  | John Jennings |  |  | Ralph Jennings |  |
|                                 |                    |                    |                                            |  |  |       |  |  | John Jennings |  |  | Ralph Jennings |  |
|                                 |                    | Joan Brounker      |                                            |  |  |       |  |  | John Jennings |  |  |                |  |
| John Jennings                   |                    |                    |                                            |  |  |       |  |  | John Jennings |  |  |                |  |
|                                 |                    | Anne Brounker      | William Brounker                           |  |  |       |  |  |               |  |  |                |  |
|                                 |                    | Anne Brounker      | William Brounker                           |  |  |       |  |  |               |  |  |                |  |
|                                 |                    | Anne Brounker      | Martha Mildmay                             |  |  |       |  |  |               |  |  |                |  |
| Richard Jennings                |                    | Anne Brounker      |                                            |  |  |       |  |  |               |  |  |                |  |
|                                 |                    | Richard Spencer    | John Spencer                               |  |  |       |  |  |               |  |  |                |  |
|                                 |                    | Richard Spencer    | John Spencer                               |  |  |       |  |  |               |  |  |                |  |
|                                 |                    | Richard Spencer    | Katherine Kitson                           |  |  |       |  |  |               |  |  |                |  |
| Alice Spencer                   |                    | Richard Spencer    |                                            |  |  |       |  |  |               |  |  |                |  |
|                                 |                    | Helen Brockett     | John Brockett                              |  |  |       |  |  |               |  |  |                |  |
|                                 |                    | Helen Brockett     | John Brockett                              |  |  |       |  |  |               |  |  |                |  |
|                                 |                    | Helen Brockett     | Helen Lytton                               |  |  |       |  |  |               |  |  |                |  |
| Frances Jennings                |                    | Helen Brockett     |                                            |  |  |       |  |  |               |  |  |                |  |
|                                 | William Thornhurst | Stephen Thornhurst |                                            |  |  |       |  |  |               |  |  |                |  |
|                                 | William Thornhurst | Stephen Thornhurst |                                            |  |  |       |  |  |               |  |  |                |  |
|                                 | William Thornhurst | Sibella Crispe     |                                            |  |  |       |  |  |               |  |  |                |  |
| Gifford Thornhurst, I baronetto | William Thornhurst |                    |                                            |  |  |       |  |  |               |  |  |                |  |
|                                 |                    | Anne Howard        | Thomas Howard, I visconte Howard di Bindon |  |  |       |  |  |               |  |  |                |  |
|                                 |                    | Anne Howard        | Thomas Howard, I visconte Howard di Bindon |  |  |       |  |  |               |  |  |                |  |
|                                 |                    | Anne Howard        | Elizabeth Marney                           |  |  |       |  |  |               |  |  |                |  |
| Frances Thornhurst              |                    | Anne Howard        |                                            |  |  |       |  |  |               |  |  |                |  |
|                                 |                    | Alexander Temple   | John Temple                                |  |  |       |  |  |               |  |  |                |  |
|                                 |                    | Alexander Temple   | John Temple                                |  |  |       |  |  |               |  |  |                |  |
|                                 |                    | Alexander Temple   | Susan Spencer                              |  |  |       |  |  |               |  |  |                |  |
| Susanna Temple                  |                    | Alexander Temple   |                                            |  |  |       |  |  |               |  |  |                |  |
|                                 |                    | Mary Sommer        | John Somers                                |  |  |       |  |  |               |  |  |                |  |
|                                 |                    | Mary Sommer        | John Somers                                |  |  |       |  |  |               |  |  |                |  |
|                                 |                    | Mary Sommer        | Mary Ridge                                 |  |  |       |  |  |               |  |  |                |  |
|                                 |                    | Mary Sommer        |                                            |  |  |       |  |  |               |  |  |                |  |